# San Teodoro
San Teodoro (galurski: Santu Diadòru, sardinski: Santu Tiadòru) je grad i općina (comune) u pokrajini Sassariju u regiji Sardiniji, Italija. Nalazi se na nadmorskoj visini od 15 metara i ima 4 937 stanovnika.
 Prostire se na 107,60 km². Gustoća naseljenosti je 46 st/km².
Susjedne općine su: Budoni, Loiri Porto San Paolo, Padru i Torpè.